# Dämmerungszahl
Die Dämmerungszahl D – manchmal auch Dämmerungsfaktor (englisch Twilight Factor) – ist eine Kennzahl für die Auflösung (Leistung) eines Fernglases oder Spektives in der Dämmerung: je größer die Dämmerungszahl, desto besser. Die Dämmerungszahl liegt zwischen 6 und 90, ihre Einheit {\displaystyle {\sqrt {\mathrm {mm} }}} wird nicht angegeben.

## Berechnung
Die Dämmerungszahl berechnet sich zu:
{\displaystyle D={\sqrt {V\cdot {\tfrac {d}{\mathrm {mm} }}}}}
mit
- der Vergrößerung {\displaystyle V} und
- dem Objektivdurchmesser {\displaystyle d}.

### Bei Nachtgläsern
Für Dämmerungs- und Nachtsehen sind Ferngläser und Spektive optimal, deren Austrittspupille der Pupillengröße des dunkeladaptierten Auges entspricht. Geringere Werte führen zu dunkleren Bildern, höhere Werte erhöhen die Bildhelligkeit nicht weiter, da das zusätzliche Licht von der Pupille des Auges abgeblendet wird. Die Pupillengröße des dunkeladaptierten Auges liegt im Bereich 6 bis 8 mm.
Daher sollte für ein Dämmerungs- oder Nachtglas (typisch sind 7 x 50 mm, 8 x 50 mm und 8 x 56 mm) 
{\displaystyle \ d=V\cdot 6{,}2\ldots 7{,}2\ \mathrm {mm} }
betragen.
Diese Gläser haben daher Dämmerungszahlen von
{\displaystyle D={\sqrt {V\cdot {\tfrac {d}{\mathrm {mm} }}}}={\sqrt {V\cdot {\tfrac {V\ \cdot \ 6,2\ldots 7,2\ \mathrm {mm} }{\mathrm {mm} }}}}\approx 2{,}5\ldots 2{,}67\cdot V}.
Aus diesem Grund ergibt es wenig Sinn, die Dämmerungszahlen von Nachtgläsern mit normalen Ferngläsern zu vergleichen. Wie auch an der fehlenden Angabe der Einheit zu erkennen, handelt es sich bei der Dämmerungszahl um eine empirische Größe, die nur wenig über das Leistungsvermögen eines optischen Geräts aussagt. Präzisere Aussagen zur Leistung eines Fernglases in unterschiedlichen Beleuchtungsverhältnissen lassen sich aus den verschiedenen Modellen zur Fernrohrleistung ableiten.

## Zusammenhang mit der Fernrohrleistung
Teilweise wird zwischen der Fernrohrleistung {\displaystyle L} für Tag, Dämmerung und Nacht unterschieden:
- Die Tagesleistung {\displaystyle L_{T}} hängt nur von der Vergrößerung {\displaystyle V} und der Güte der Optik ab:

{\displaystyle L_{T}=0{,}6\cdot V}
- Die Dämmerungsleistung {\displaystyle L_{D}} berücksichtigt die Güte der Optik und wird häufig abgeschätzt mittels:[1]

{\displaystyle {\begin{aligned}L_{D}&\approx 0{,}3\cdot D\\&\approx 0{,}3\cdot {\sqrt {V\cdot {\tfrac {d}{\mathrm {mm} }}}}\end{aligned}}}
- Die Nachtleistung {\displaystyle L_{N}} wird maßgeblich vom Objektivdurchmesser {\displaystyle d} bestimmt:

{\displaystyle L_{N}=0{,}1\cdot d}
Beispiele:
|    | 5 x 40 | 7 x 50 | 14 x 32 | 18 x 50 | 40 x 56 | 70 x 115 |
| -- | ------ | ------ | ------- | ------- | ------- | -------- |
| LT | 3      | 4,2    | 8,4     | 10,8    | 24      | 42       |
| LD | 4,2    | 5,6    | 6,3     | 09      | 14,2    | 27       |
| LN | 4      | 5      | 3,2     | 05      | 05,6    | 11,5     |

## Beispiel

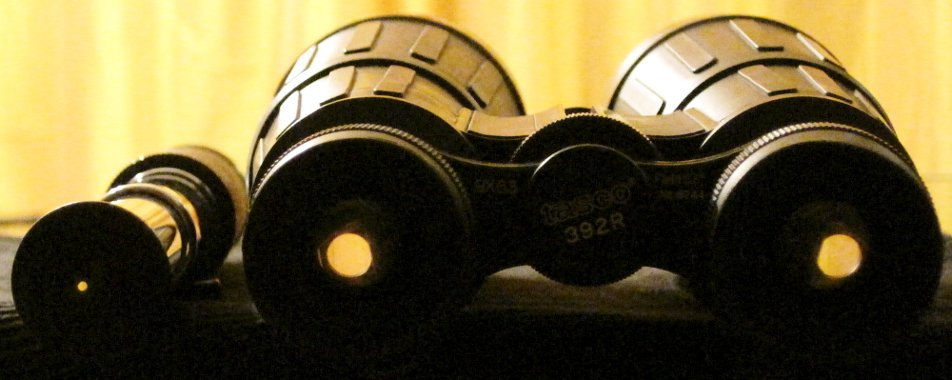
Abbildung 1: Austrittspupillen eines Fernrohrs (links) und eines Nachtglases (rechts)

Das 25×30-Fernrohr links in Abbildung 1 und das 9×63-Fernglas rechts in Abbildung 1 haben nahezu die gleiche Dämmerungszahl von ca. 25. Dennoch ist das Fernrohr für die Nacht untauglich, da es nur 1,2 mm des Durchmessers der Augenpupille nutzt. Das Nachtglas ist für eine Augenpupille von 7 mm optimiert.

## Verweise
1. ↑  Leistungszahlen